# Acrocercops sporograpta
Acrocercops sporograpta är en fjärilsart som beskrevs av Edward Meyrick 1932. Acrocercops sporograpta ingår i släktet Acrocercops och familjen styltmalar. Inga underarter finns listade i Catalogue of Life.